# Can Mercadé (Figuerola del Camp)
Can Mercadé és un monument protegit com a bé cultural d'interès local del municipi de Figuerola del Camp (Alt Camp).

## Descripció
Gran edifici unifamiliar de planta rectangular, format per planta baixa i un pis. Les obertures de la façana es distribueixen d'una manera irregular. En la planta baixa, la gran porta d'accés és de pedra regular noble, amb arc escarser, i a la llinda figuren el nom del propietari i l'any. Al seu costat s'obre una porta més rudimentària amb brancals de pedra i llinda de fusta. Dues obertures, una rectangular i una altra d'arc escarser s'obren als costats. Al 1r pis hi ha tres balcons amb barana de ferro i obertures d'una esqueixada. A l'esquerra s'obre una finestra rectangular. Hi ha petites obertures que correspondrien a les golfes. L'acabament és en ràfec format per teula àrab. La façana posterior dona a un ampli espai lliure que comunica amb les terres de propietat de la finca.

## Història
Per diversos elements arquitectònics que es troben a la planta baixa de l'habitatge, els actuals propietaris pensen que amb anterioritat al S. XVIII (probablement en època medieval) ja existia una construcció en el mateix terreny. La importància de Can Mercadé dintre de la Vila queda reflectida en l'existència d'un oratori propi integrat a l'habitatge, així com en el fet de posseir una imatge de la Verge amb privilegis.
En el període de la guerra civil, la casa va ser cremada, i el seu interior va quedar molt malmès. Posteriorment va ser restaurada i l'oratori en l'actualitat està decorat amb pintures de l'artista Teresa Jou, esposa de l'actual propietari.